# Mehendiganj Upazila
Mehendiganj Upazila är ett underdistrikt i Bangladesh. Det ligger i den södra delen av landet, 100 km söder om huvudstaden Dhaka.
Trakten runt Mehendiganj Upazila består huvudsakligen av våtmarker.